# Aedermannsdorf
Aedermannsdorf és un municipi del cantó de Solothurn (Suïssa), situat al districte de Thal.